# White Stones
White Stones é o álbum de estúdio da dupla Secret Garden.